# Un'estate a Norrsunda
Un'estate a Norrsunda (Sommer in Norrsunda) è un film per la televisione tedesco del 2008, diretto da Thomas Herrmann e facente parte del ciclo "Inga Lindström" (pseudonimo della sceneggiatrice Christiane Sadlo). È andato in onda in Germania su ZDF il 14 dicembre 2008.
In Italia è andato in onda su Canale 5 il 5 luglio 2011.

## Trama
Prima di partire per l'Islanda con il migliore amico Felix, Lena Bergmann va a trovare la madre Helena a Norrsunda, nel suo allevamento di cavalli di razza, per annunciarle il voto della laurea in architettura appena conseguita. Contemporaneamente, l'avvocato vedovo Marius Sörenson raggiunge il padre Sten, un burbero compositore amante dello zen che abita nell'appezzamento vicino all'allevamento Bergmann, per affidargli i tre figli – la quattordicenne Kaja, e i piccoli Titus e Laura – dopo che la babysitter parte improvvisamente per il Messico per riunirsi alla propria famiglia dopo il terremoto. Costretta a rimanere a Norrsunda per più tempo del previsto quando la madre si rompe una gamba cadendo dalle scale, Lena incontra Marius e la coppia s'innamora, ma lui non trova il coraggio di dirle dei figli; così, quando Lena lo scopre per caso, si sente tradita e ingannata, e decide di lasciare Norrsunda seduta stante. L'intervento di Kaja, che racconta a Lena della morte della madre e della solitudine di suo padre, porta la donna a rivedere la sua decisione e a fare pace con Marius; inoltre, la ragazza trova il coraggio di dire alla madre che fare l'architetto non è il suo sogno, ma che vorrebbe, invece, restare con lei a occuparsi dei cavalli. Anche tra Sten e Helena nasce una storia d'amore quando l'uomo impara ad aprirsi grazie all'amore dei nipoti.

## Edizioni home video
In Germania, il film è stato prima raccolto nel cofanetto Inga Lindström Collection 06 il 30 aprile 2010 insieme alle pellicole Rasmus e Johanna e La festa di Hanna, e poi pubblicato in DVD singolo il 23 luglio 2011.